# A New Kind of Dance
A New Kind of Dance ist ein Jazzalbum von Mike Reed. Die um 2015 in den Shape Shop and Strobe Recording Studios, Chicago entstandenen Aufnahmen erschienen am 9. September 2015 auf 482 Music.

## Hintergrund
Auf A New Kind of Dance, das sechste Album von Mike Reeds langjährigem Quartett People, Places & Things, spielt der Schlagzeuger erneut mit dem Altsaxophonisten Greg Ward und dem Tenorsaxophonisten Tim Haldeman. Hinzu kam erneut der Bassist Jason Roebke, ferner Marquis Hill (Trompete) und Matthew Shipp (Piano) als Gastmusiker. Während das Quartett ursprünglich als Hommage an eine übersehene Ära in der reichen Geschichte des Chicagoer Jazz konzipiert wurde – nämlich an den souligen Hardbop, wie er unter anderem von John Jenkins, Wilbur Campbell, Wilbur Ware, John Neely und Frank Strozier Mitte bis Ende der 1950er Jahre kreiert wurde – hat die Combo seitdem ein ständig wachsendes Repertoire entwickelt.

## Titelliste
- Mike Reed’s People, Places & Things: A New Kind of Dance (482 Music 482-1092)[1]
  1. A New Kind of Dance 4:55
  2. Markovsko Horo 3:16
  3. Candyland 6:49
  4. Kwela for Taylor 5:47
  5. Reesie’s Waltz 6:41
  6. Jackie’s Tune 5:21
  7. Wonderland 5:36
  8. Star Crossed Lovers (Duke Ellington, Billy Strayhorn) 2:29
  9. Fear Not of Man (Mos Def) 5:14
  10. AKA Reib Letsma 3:59
- Die Kompositionen stammen, sofern nicht anders vermerkt, von Mike Reed.

## Rezeption
Nach Ansicht von Hrayr Attarian, der das Album in All About Jazz mit vier Sternen auszeichnete, erkunden Reed und seine Band „verschiedene Motive mit uneingeschränkter Spontanität und verankern ihre fantasievollen Phantasieflüge mit erdigen, hypnotischen Beats.“ Matthew Shipp zeige erhabenes Pianospiel in „Fear No Man“, mit einer fantasievollen und eckigen Performance voller kristalliner Töne und einer kontemplativen Note. Haldeman kanalisiere seinen inneren Albert Ayler mit einem aufrührerischen und hupenden Monolog über das energiegeladene „Candyland“. Diese Reed-Originalkomposition schwanke zwischen frei fließender und leidenschaftlicher Dissonanz zu einer harten Prahlerei, wobei die donnernden Polyrhythmen des Bandleaders die Musik antreiben. Diese zusammenhängende und fesselnde Aufnahme dokumentiert eine weitere Etappe in Reeds kreativer Entwicklung, resümiert der Autor. „Mit jeder Folge verfeinern und reifen seine Fähigkeiten als vollendeter Musiker. A New Kind of Dance provoziert und begeistert gleichzeitig Geist und Seele.“
Ebenfalls in All About Jazz schrieb Glenn Astarita, Reed sei als Schlagzeuger ein Katalysator. „Und das optimistische Auftreten der Band steigt zu diesem Anlass inmitten pikanter Solo-Spots und spannender Dialoge.“ Den Musikern werde jedoch viel Manövrierfähigkeit mit diesen weitgehend lebhaften Werken geboten, meint der Autor, die mit brutzelnden unisono Linien, herzhaften Unternehmungen in die Freizone und hochfliegenden Bop-Metrik wiedergegeben werden. Aber Reeds mehrdimensionale kompositorische Ansichten integrieren wesentlich mehr als wirkungsvolle Solo-Eskapaden.

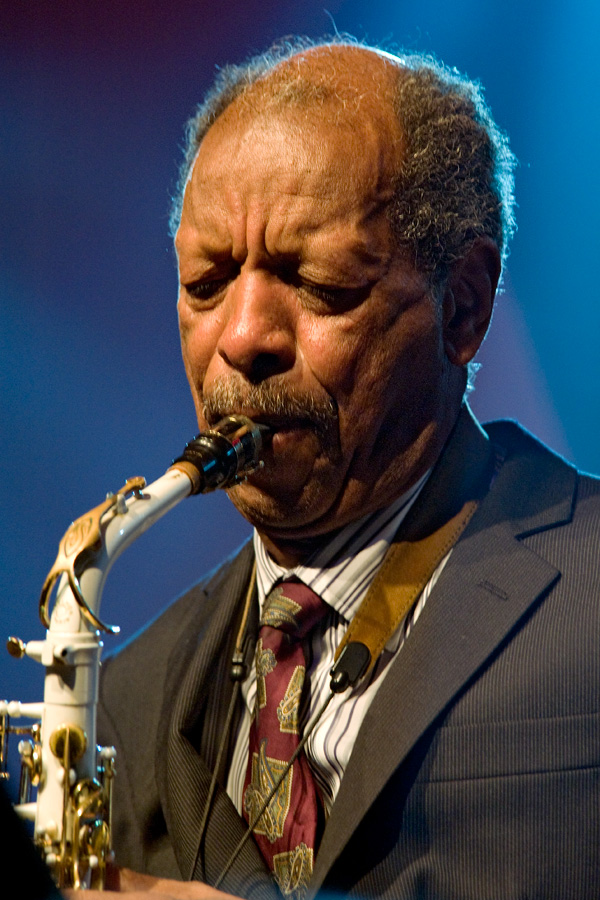
Ornette Coleman, moers festival 2011

Nach Ansicht von Lee Rice Epstein, der das Album im Feee Jazz Blog rezensierte, erinnere die Kernbesetzung, das pianoloses Quartett mit Greg Ward, Tim Haldeman und Jason Roebke, am unmittelbarsten an Ornette Colemans Quartett mit Dewey Redman. Reed erweise Ornette Coleman zwar in den Liner Notes seine Reverenz, aber nach Ansicht des Autors „ist es der Geist von Von Freeman, der diese Aufnahme leitet, besonders wenn es um Haldemans klassisch warmen Ton geht“. In Bezug auf den musikalischen Stil stehe People, Places & Things in der Tradition von Chicagos einzigartiger Marke für bluesigen Post Bop. Reeds Ansatz schöpfe gleichzeitig aus der Vergangenheit und entferne sich von ihr, was der Gruppe einen aktualisierten postmodernen Sound verleihe.
Michael J. West erwähnt in JazzTimes, das Mike Reed zufolge A New Kind of Dance „zum Tanzen inspirieren oder darauf anspielen“ soll. Das mache den Groove vorrangig; bereits der Eröffnungstrack des Albums platze herein mit einem Stil, der direkt aus dem Rhythm & Blues der späten 1960er Jahre stamme. Auf drei Stücke zeige der Trompeter Marquis Hill seine Wärme und in der New-Orleans-Jazz-artigen Polyphonie von Kwela for Taylor und eine bringe leicht rohe Lyrik in den langsamen Rhythmus von Billy Strayhorns Star Crossed Lovers ein. Freude strahle von der Musik des Albums aus, aber sie decke mehrere Stimmungen innerhalb dieser Freude ab, so der Autor.